# ジョシュ・ウッズ
ジョシュ・ウッズ（Joshua Aaron Woods、1989年 - ）は、アメリカ合衆国の総合格闘家であり、プロレスラー。フロリダ州フォートローダーデール出身。

## 来歴

### 学生時代
フロリダ州パークランドに所在するストーンマン・ダグラス高校からオーランドに所在するセントラルフロリダ大学に進学後、NCWA（National Collegiate Wrestling Association）に加盟しているレスリング部に入部。106kg級部門で活動。2009年、2011年にNCWAナショナル王者となり、2011年と2012年にはNCWAオールアメリカンに選出される活躍を見せた。
レスリングと並行して総合格闘技に挑戦。K-1、UFCに出場した経緯のあるセス・ペトルゼリがオーランドにて主宰するザ・ジャングルに入門。2012年8月19日、Fighter Sourceにてエドワード・ベリスと対戦。試合を開始して早々、ベリスと組み合うと金網に押しつけた反動で倒すとテイクダウンを奪い、リアネイキッドチョークを決めて勝利。2013年4月30日、グラップリング大会であるトルクグラップリングゲームスに出場。ビギナー部門95kg - 99kg級で1位になった。

### WWE

#### NXT
2014年10月、アメリカのメジャープロレス団体であるWWEとディベロップメント契約を交わし入団。トレーニング施設であるWWEパフォーマンスセンターにてプロレスの基礎を学ぶ。
2015年4月4日、傘下団体であるNXTのNXT Liveにてバトルロイヤルでプロレスラーデビューを果たす。7月23日、NXT Liveにてプレストン・カニンガム・ジュニア（Preston Cunningham Jr.）なる資産家の息子のギミックで登場。マイクアピールで観客に対して嫌みを言い、ブル・デンプシーと対戦。会話の途中で不意打ちを喰らい倒されるとスプラッシュを浴びて敗戦した。11月5日、リングネームを本名名義へと戻し、バンダナマスクに総合格闘技用のスパッツとストリートギャングのような外見に変更。リディック・モスと対戦。アンクルホールドからアームバー、三角絞めなど総合格闘技の技やスープレックスを連発するなどレスリングの技も惜しみなく披露するが最後にネックブリーカーを決められ敗戦。
2016年1月30日、NXT Liveにてギジム・セルマーニと対戦。最後に丸め込むと3カウントを奪いプロレスラーとしてのキャリア初勝利を飾った。6月22日、NXTに初登場。ノー・ウェイ・ホセと対戦するが一方的に攻められ、最後にファストボールパンチからコブラクラッチスラムへと繋がれ敗戦した。
7月28日、WWEから解雇となった。

### インディー団体
WWE解雇後、2016年9月17日、フロリダ州を拠点とするI Believe In WrestlingのBELIEVE 128に参戦。スレイド・ポーターと対戦。勝利。10月23日、ジョージア州を拠点とするAWE（Atlanta Wrestling Entertainment）のAWE The First Battle Of New Atlantaに参戦。ジェイソン・ケイドと対戦。関節技を駆使して勝利。
2017年1月19日、フロリダ州を拠点とするOCW（Orlando City Wrestling）に参戦。総合格闘家時代に師事したセス・ペトルゼリと組んでダーティー・ブロンズ（レオ・ブライアン & マイク・パトリック）と対戦。勝利。同月27日、ROHが2月11日より開始するトッププロスペクトトーナメント2017にエントリー。

## その他
- セントラルフロリダ大学在籍時、奇抜な髪型と髪の色で試合に臨んでいた[19]。

## 戦績

### アマチュア総合格闘技
| 総合格闘技 戦績 | 総合格闘技 戦績 | 総合格闘技 戦績 | 総合格闘技 戦績 | 総合格闘技 戦績 | 総合格闘技 戦績 | 総合格闘技 戦績 |
| --------------- | --------------- | --------------- | --------------- | --------------- | --------------- | --------------- |
| 2 試合          | (T)KO           | 一本            | 判定            | その他          | 引き分け        | 無効試合        |
| 2 勝            | 0               | 1               | 1               | 0               | 0               | 0               |
| 0 敗            | 0               | 0               | 0               | 0               | 0               | 0               |

| 勝敗 | 対戦相手           | 試合結果                       | 大会名                   | 開催年月日    |
| ○    | エドワード・ベリス | 1R 1:41 リアネイキッドチョーク | Fighter Source           | 2012年8月19日 |
| ○    | ティモシー・ロペス | 3分3R終了 判定3-0              | Florida Fight Foundation | 2012年7月13日 |